# Каран д’Аш
Каран д’Аш (фр. Caran d’Ache); настоящее имя Эммануил Яковлевич Пуаре (фр. Emmanuel Poiré; 6 ноября 1858, Москва — 25 февраля 1909, Париж) — российский и французский художник-карикатурист.
У Эммануила было три брата и три сестры. Самая младшая из них — Мария — артистка императорских театров, автор и исполнитель популярных романсов, в 1914 году стала графиней Орловой-Давыдовой.

## Биография
Родился в Москве в 1858 году в семье известного спортсмена, тренера и учителя физкультуры Я. В. Пуаре. Дед-француз остался в России после войны 1812 года. Окончил гимназию и в 1877 году решил эмигрировать во Францию. Для скорейшего получения гражданства поступил на военную службу, где работал художником-баталистом и делал эскизы нового обмундирования. Первые его рисунки появились в «Chronique Parisienne», затем в «Tout-Paris», «Vie parisienne», «Vie militaire», «Chat Noir», «La Caricature» (фр.) и других изданиях.
Эмануэль Пуаре взял себе аристократично звучащий на французский манер псевдоним Caran d’Ache (вариант французской транскрипции русского слова «карандаш»), которым стал подписывать свои работы.
В области политической карикатуры одним из наиболее совершенных его произведений считается «Comédie politique» с текстом Альбера Мильо (Millaud). Большой успех имели две пантомимы Пуаре в «Chat Noir»: «l’Epopée» — история походов Наполеона I — и «la Tentation de saint Antoine» — по поводу одноименного произведения Густава Флобера, во время «Панамы» — его карикатурные книжки чеков и т. д. Позже карикатуры Пуаре появлялись еженедельно в газете «Le Journal» (фр.) с текстом его самого или Люсьена Декава.
Эмануэль Пуаре считается одним из родоначальников жанров комикса и мультипликации. В 1894 он сообщал Le Figaro о создании «романа в рисунках» на 360 листах. Но при жизни Пуаре комикс не издавался. Только в 1999 году Международным центром комиксов и изображений в Ангулеме (Франция) были опубликованы первые 120 рисунков.
Скончался 25 февраля 1909 года на улице Фобур-Сент-Оноре, 127, в 8-м округе Парижа. Похоронен в Клерфонтен-ан-Ивелин (фр.).
В 1915 году в Женеве была создана компания Caran d'Ache, выпускающая эксклюзивные пишущие инструменты и аксессуары. Основатель компании Арнольд Швейцер был большим поклонником творчества Эммануэля Пуаре и выбрал его псевдоним для названия своей компании и торговой марки.